# Opisthoxia bimaculata
Opisthoxia bimaculata är en fjärilsart som beskrevs av W. Warren 1907. Opisthoxia bimaculata ingår i släktet Opisthoxia och familjen mätare. Inga underarter finns listade i Catalogue of Life.